# Confines
Confines  es un municipio del departamento de Santander (Colombia), forma parte de la provincia Comunera.

## Historia
El municipio de Confines, fue fundado en el año 1773, por el oficial español Mateo Franco.

## Geografía
Territorio conformado por abundante vegetación, compuesto por laderas, lomas, conos, escarpas, laderas estructurales, planicies y vegas